# Michelliana
Michelliana là một chi bướm đêm thuộc họ Noctuidae.